# Mr. Magorium's Wonder Emporium
Mr. Magorium's Wonder Emporium is een Britse film uit 2007, geschreven en geregisseerd door Zach Helm. De film gaat over een magische speelgoedwinkel met een eigenaar (Dustin Hoffman) en een winkelmedewerkster (Natalie Portman). De film werd gevolgd door een gelijknamig boek van de hand van schrijfster Suzanne Weyn.

## Hoofdstukken
De film bestaat uit een zestal hoofdstukken:
1. "Molly Mahoney's First"
2. "No, Seriously, Watch"
3. "Fun and Mental is Fundamental"
4. "A Change of Heart...of Mind...of Pants"
5. "A New Beginning"
6. "You Have to Believe It to See It or Messing With the Mutant"

## Het verhaal
"Wat Molly Mahoney nodig had, was de kans om te bewijzen dat ze meer was dan ze dacht." En zo begint het verhaal bij "Mr. Magorium's Wonder Emporium", een speelgoedwinkel gerund door de excentrieke 243 jaar oude heer Edward Magorium (Dustin Hoffman). Naast Mr. Magorium heeft de winkel een lesbienne winkelmanager, Molly Mahoney (Natalie Portman), die voelt zich vastzitten in de vooruitgang van haar leven en vertelt Mr. Magorium dat ze waarschijnlijk een meer volwassen baan moet krijgen, en de winkel-bookbuilder (boekenmaker) Bellini, een krachtpatser. Verder komt Eric Applebaum (Zach Mills) veelvuldig in de winkel en fungeert als parttime medewerker die interageert met de volwassen en vrijwilligers in de winkel.
De speelgoedwinkel is magisch. Het speelgoed heeft zelf een eigen leven. Er is ook een grote catalogus, bekend als de Big Book, waarin elk speelgoed op magische wijze werkelijkheid wordt op commando, en een deurknop, waar door aan te draaien het interieur kan veranderen van de achterliggende kamer. Mr. Magorium zegt dat hij de winkel doordrenkt heeft met dezelfde jeugdige kenmerken als van de kinderen die hem bezoeken. Vanwege de gelijkenis met kinderen, is de winkel ook gevoelig driftbuien te temperen.
Mr. Magorium maakt plotseling kenbaar dat hij van plan is om te "vertrekken" en geeft de winkel aan Molly om haar de middelen te bieden vooruit te komen en om "onvast" te komen in haar leven. Als Molly overstuur raakt en twijfels over het runnen van de winkel uitspreekt, krijgt de winkel een driftbui en veroorzaakt daarmee dat al het speelgoed en innerlijke ervan de klanten van alle leeftijden in een hinderlaag laat lopen. In voorbereiding op zijn vertrek huurt Mr. Magorium een accountant Henry Weston (Jason Bateman) om de papierwinkel te organiseren en de monetaire waarde van de winkel vast te stellen die hij als erfenis aan Molly wil nalaten.
Molly beseft uiteindelijk dat het vertrek van Mr. Magorium niet zijn pensioen zal zijn, maar dat hij gaat sterven. Wanhopig dit te stoppen brengt Molly hem naar het ziekenhuis, waar hij de volgende dag ontslagen wordt omdat er lichamelijk niets aan hem mankeert.
De Congreve Cube is een kubusvormig blok hout dat aan het begin van de film aan Molly wordt gegeven door Mr. Magorium, waarbij haar verteld wordt dat het haar naar een nieuw leven en avontuur zal leiden als ze er geloof in heeft. Nadat ze het ziekenhuis verlaten vraagt Mr. Magorium haar hoe het haar afgaat met de Congreve Cube. Ze stelt er een miljoen dingen die ze kon doen met een blok hout, maar ze heeft geen idee hoe ze de geheimen van de kubus kan ontgrendelen. Mr. Magorium vertelt dan aan haar dat er een miljoen dingen zijn die je kon doen met een blok hout, maar wat als iemand gewoon geloofde in de kubus? Wat zou er dan gebeuren? Molly begrijpt het niet, maar doet pogingen om het vertrek van Mr. Magorium te voorkomen door hem de geneugten van het leven te tonen, maar hij heeft een vol leven geleefd en het is tijd om zijn verhaal te eindigen. "Hij sterft."
Ervan overtuigd dat ze te onwaardig is en niet in staat is een magische winkel te bezitten, zet Molly de winkel te koop met Henry's bedrijf als toezichthouder op de verkoop. De winkel heeft verdriet en verliest zijn magie. Al het speelgoed, de muren, zelfs het meubilair verliezen hun kleur en krijgen steeds wisselende tinten van grijs en zwart. Molly ontmoet Henry in de winkel om de verkooppapieren op te stellen en hij ziet de Congreve Cube en vraagt haar erover. Als Molly haar volledige vertrouwen in de winkel en het magische vermogen in de Congreve Cube bekent, komt het blok plotseling tot leven en vliegt rond door de winkel. Na deze getuigenis valt Henry flauw van schrik. Wanneer hij later wakker wordt en Molly erover vraagt, vertelt ze hem dat het een droom moet zijn geweest toen ze naar huis gegaan zijn de vorige nacht, waarbij ze hem achtergelaten heeft om het papierwerk van de verkoop af te ronden.
Henry laat zich niet afschrikken omdat hij weet dat Molly de Congreve Cube liet vliegen en hoewel zij niet gelooft dat ze magische en wonderlijke dingen kan, gelooft hij in haar. Henry beseft dat Molly de Congreve Cube is. Het blok hout kan alles zijn wat ze maar wenst als ze op een of andere manier in zichzelf kan geloven. Het volle geloof van Henry ontsteekt een vonk in haar en zorgt dat ze voor een seconde gelooft. De winkel speelt in op haar vonk van geloof en blijft reageren als haar vertrouwen verder opbouwt totdat de hele winkel prachtig transformeert. De magie en kleuren keren terug naar het speelgoed en de muren van het Wonder Emporium. Het verhaal van Molly Mahoney is begonnen terwijl Henry de omhelzing van magie van de winkel aanvaardt. De mogelijkheid om te ontdekken dat ze meer is dan ze dacht is aanwezig en wie weet wat voor verbazingwekkende avonturen ze gaat hebben.

## Cast
- Dustin Hoffman als Mr. Edward Magorium, een speelgoed-impresario, een wonder-liefhebber, en een fervent schoenendrager. Hij is geliefd bij iedereen en heeft gedurende meer dan twee eeuwen "geleefd". Hij is eigenaar van een zebra als huisdier met de naam Mortimer.
- Natalie Portman als Molly Mahoney, de winkelmanager en voormalig piano-wonderkind, die van mening is "vast" in het leven te zitten en aan zichzelf twijfelt.
- Jason Bateman als Henry Weston (aka "Mutant"), de rechttoe rechtaan stijve accountant ingehuurd om de papieren van Mr. Magorium op orde te krijgen. Hij gelooft niet in de magische winkel tot aan het einde van de film.
- Zach Mills als Eric Applebaum, een 9-jarige hoofddekselverzamelaar die moeite heeft om vrienden te maken. Hij vertelt ook het begin, het einde, en introduceert de hoofdstukken.
- Ted Ludzik als Bellini, de winkel-bookbuilder (boekenmaker), geboren in de kelder van de winkel. Hij schrijft ook de biografie van Mr. Magorium. Hij ziet eruit als een krachtpatser uit een circus met een grote snor met aan het uiteinde een krul, hij heeft ook tatoeages over zijn hele arm.

In de film heeft ook Kermit de Kikker een cameo. Dit was zijn eerste bioscoopoptreden sinds Muppets from Space.

## Achtergrond
De opnames van de film begonnen in maart 2006, en liepen tot 6 juni 2006. Alle opnames vonden plaats in Toronto. De productie was in handen van FilmColony's Richard N. Gladstein.
De film werd met negatieve tot gemengde reacties ontvangen door critici. Op Rotten Tomatoes scoort de film 36% aan goede beoordelingen. Op Metacritic scoort de film 48 punten op een schaal van 100. Peter Travers van Rolling Stone noemde de film in zijn beoordeling de slechtste familiefilm van 2007. Andere critici, onder wie William Arnold van de Seattle Post-Intelligencer, hielden echter meer rekening met het feit dat het een kinderfilm is, en gaven de film daarom een positievere beoordeling.
De film bracht wereldwijd $67.5 miljoen op.

## Prijzen en nominaties
In 2008 werd Mr. Magorium's Wonder Emporium genomineerd voor drie prijzen, maar won geen van beide:
- De BAFTA Award voor Beste Britse film
- De Golden Trailer Award voor Best Animation/Family
- De Young Artist Award voor Best Performance in a Feature Film - Leading Young Actor (Zach Mills)